# Бартошовце
Бартошовце (словац. Bartošovce) — село в Словаччині, Бардіївському окрузі Пряшівського краю.
Вперше згадується у 1427 році.
В селі є римо-католицька церква з 1600 р.

## Географія
Розташоване в північно-східній частині Словаччини. Протікають Глибокий потік і Пастовнік.

## Історія
Перша писемна згадка про село походить з 1408 року.

## Населення
| Рік:            | 1994. | 2004.   | 2014.   | 2024.   |
| --------------- | ----- | ------- | ------- | ------- |
| Кількість осіб: | 707   | 724     | 718     | 774     |
| Різниця:        |       | +2,40 % | -0,82 % | +7,79 % |

| Рік:            | 2023. | 2024.   |
| --------------- | ----- | ------- |
| Кількість осіб: | 758   | 774     |
| Різниця:        |       | +2,11 % |

В селі проживає 703 осіб.
Національний склад населення (за даними останнього перепису населення — 2001 року):
- словаки — 98,79 %
- цигани — 0,67 %

Склад населення за приналежністю до релігії станом на 2001 рік:
- римо-католики — 98,66 %,
- греко-католики — 0,81 %,
- не вважають себе віруючими або не належать до жодної вищезгаданої церкви- 0,54 %